# Villa Jiménez

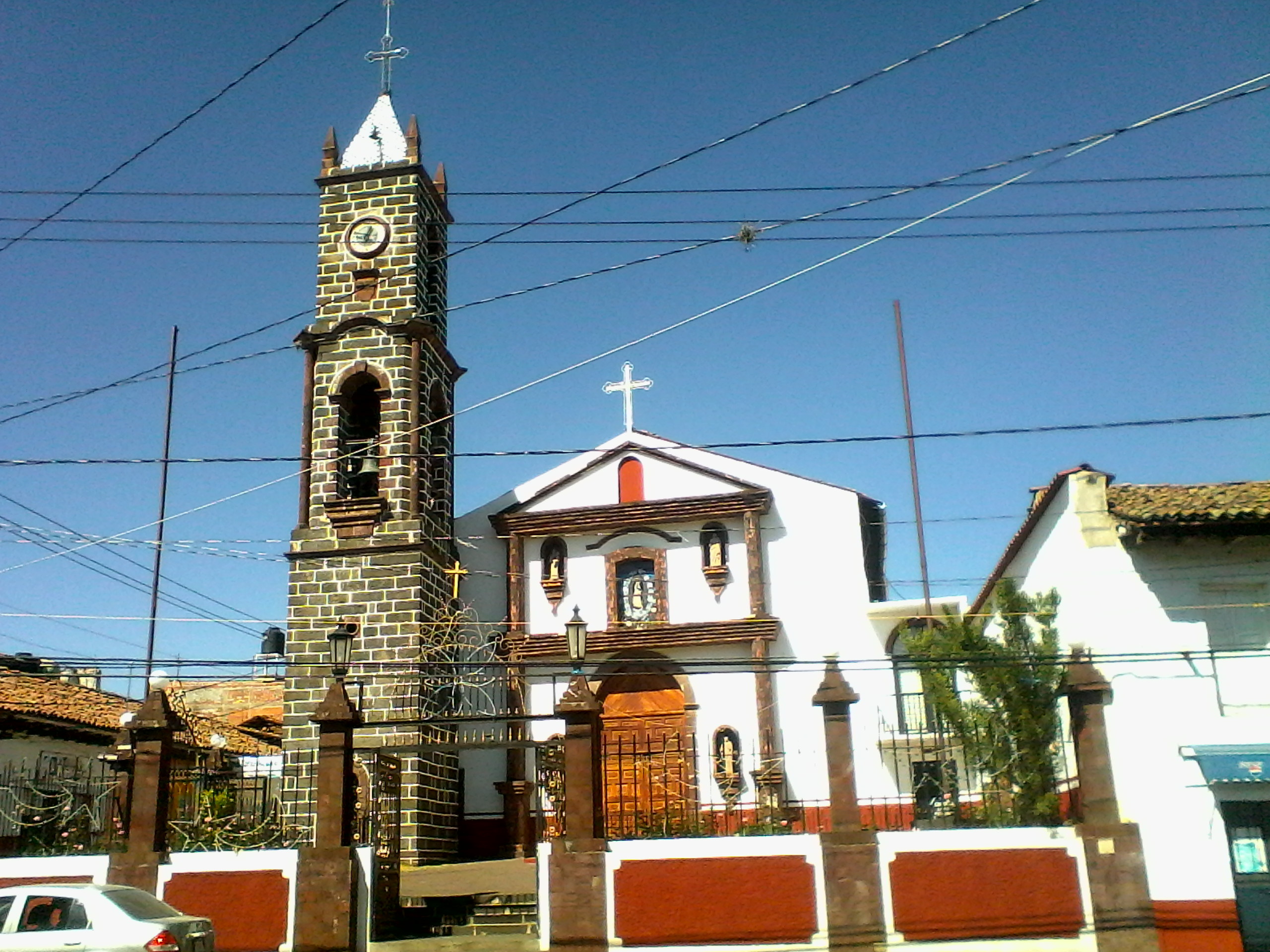
Parroquia de Nuestra Señora de Guadalupe en Villa Jiménez

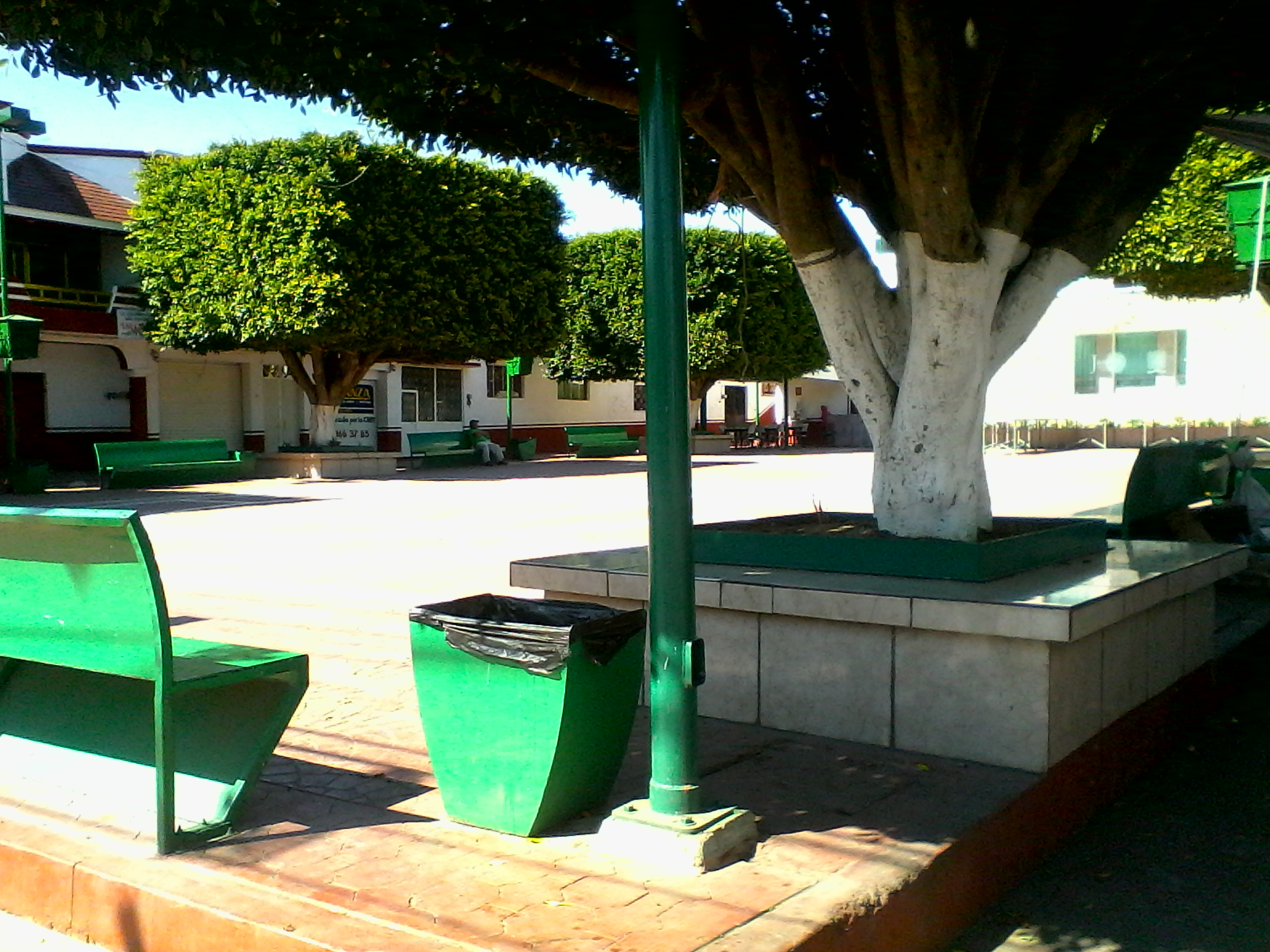
Plaza principal de Villa Jiménez

Villa Jiménez es una población del estado de  Michoacán de Ocampo en México y cabecera municipal del municipio de Jiménez. 
Está localizada a 97 km de la capital del Estado, aproximadamente en la ubicación 19°55′23″N 101°44′49″O / 19.92306, -101.74694, a una altitud de 2006 m s. n. m.

## Población
La población total de Villa Jiménez es de 3974 habitantes lo que representa un decrecimiento promedio de -45% anual en el período 2020-2030 sobre la base de los 42 499 habitantes registrados en el censo anterior. Al año 2024 la densidad de la localidad era de 1626 hab/km².
| Gráfica de evolución demográfica de Villa Jiménez entre 2000 y 2020 |
|                                                                     |
| Fuente: Instituto Nacional de Estadística Geografía e Informática   |

En el año 2010 estaba clasificada como una localidad de grado bajo de vulnerabilidad social.
La población de Villa Jiménez está mayoritariamente alfabetizada (3.70%% de personas mayores de 15 años analfabetas al año 2020) con un grado de escolarización en torno de los 8 años.

## Economía
Las principales actividades económicas de la localidad son la agricultura, la ganadería y el comercio.